# الحبيب بورقيبة الابن
الحبيب بورقيبة الابن ولد بباريس يوم 9 أبريل 1927، وتوفي في 28 ديسمبر 2009 ، وهو دبلوماسي وسياسي تونسي ونجل الرئيس التونسي السابق الحبيب بورقيبة. هو الابن الوحيد للحبيب بورقيبة، من زوجته الأولى الفرنسية ماتيلد أو مفيدة بورقيبة. درس الحقوق بفرنسا مثله مثل أبيه.

## الدبلوماسي والسياسي
- عمل الحبيب بورقيبة الابن في السلك الدبلوماسي، حيث سُمّي سفيرا لبلاده في واشنطن عام 1956، ثم روما وفي نوفمبر 1958 انتقل بمثل مهمته إلى باريس واستمر في هذا المنصب إلى شهر جويلية 1961 ليعود إلى تونس بعد قطع العلاقات بين البلدين بسبب حرب بنزرت.
- وفي عام 1964 سُمّي على رأس وزارة الشؤون الخارجية خلفا للمنجي سليم واستمر في هذا المنصب إلى عام 1970.
- وفي جوان من نفس السنة سُمّي وزيرا للعدل في عهد حكومة الباهي الأدغم واستمر في هذا المنصب إلى نوفمبر 1970، ثم سماه والده في 26 ديسمبر 1977 مستشارا خاصا له.
- سارت إشاعات في فترات مختلفة بأنه سيخلف والده على رأس الدولة، غير أنه أبعد عن القصر في 7 جانفي 1986، وابتعد عن العمل السياسي المباشر منذئذ.

## رجل المال والأعمال
أسس عام 1971 البنك التونسي للتنمية الاقتصادية (BDET) وأداره إلى عام 1988، وقد تمكن من استجلاب العديد من التمويلات الأجنبية وخاصة من بلدان الخليج. كما أسس عام 1983 المدرسة الوطنية لعلوم الإعلامية ومعهد علوم الإعلامية بتونس. وهو مساهم بما نسبته 5.4 بالمائة ببنك تونس العربي الدولي (BIAT). وهو عضو نادي موناكو الذي تأسس في شهر مارس 2002 ويضم شخصيات دولية من بينها الأمير ألبير الثاني، ويهدف إلى المساهمة في إرساء السلام في حوض البحر الأبيض المتوسط.

## وفاته
إثر مرض عضال، فارق الحبيب بورقيبة الابن الحياة عن عمر يناهز 82 عاما، وقد دُفِن بمقبرة سيدي عبد العزيز بضاحية المرسى عكس بقية عائلة بورقيبة المدفونة في مقبرة العائلة في مدينة المنستير وذلك لأسباب مجهولة، وقد حضرت موكب الدفن عدة شخصيات من بينها محمد الغنوشي الوزير الأول آنذاك وأمين عام التجمع الدستوري الديمقراطي المنحل وغيرهما من قدامى وزراء بورقيبة ومن كبار مسؤولي الدولة آنذاك في عهد الرئيس التونسي الأسبق زين العابدين بن علي.